# Graphoderus austriacus
Graphoderus austriacus är en skalbaggsart som först beskrevs av Sturm 1834.  Graphoderus austriacus ingår i släktet Graphoderus och familjen dykare. Arten är reproducerande i Sverige. Inga underarter finns listade i Catalogue of Life.

## Bildgalleri

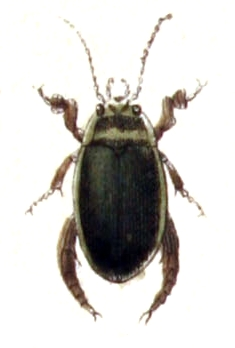
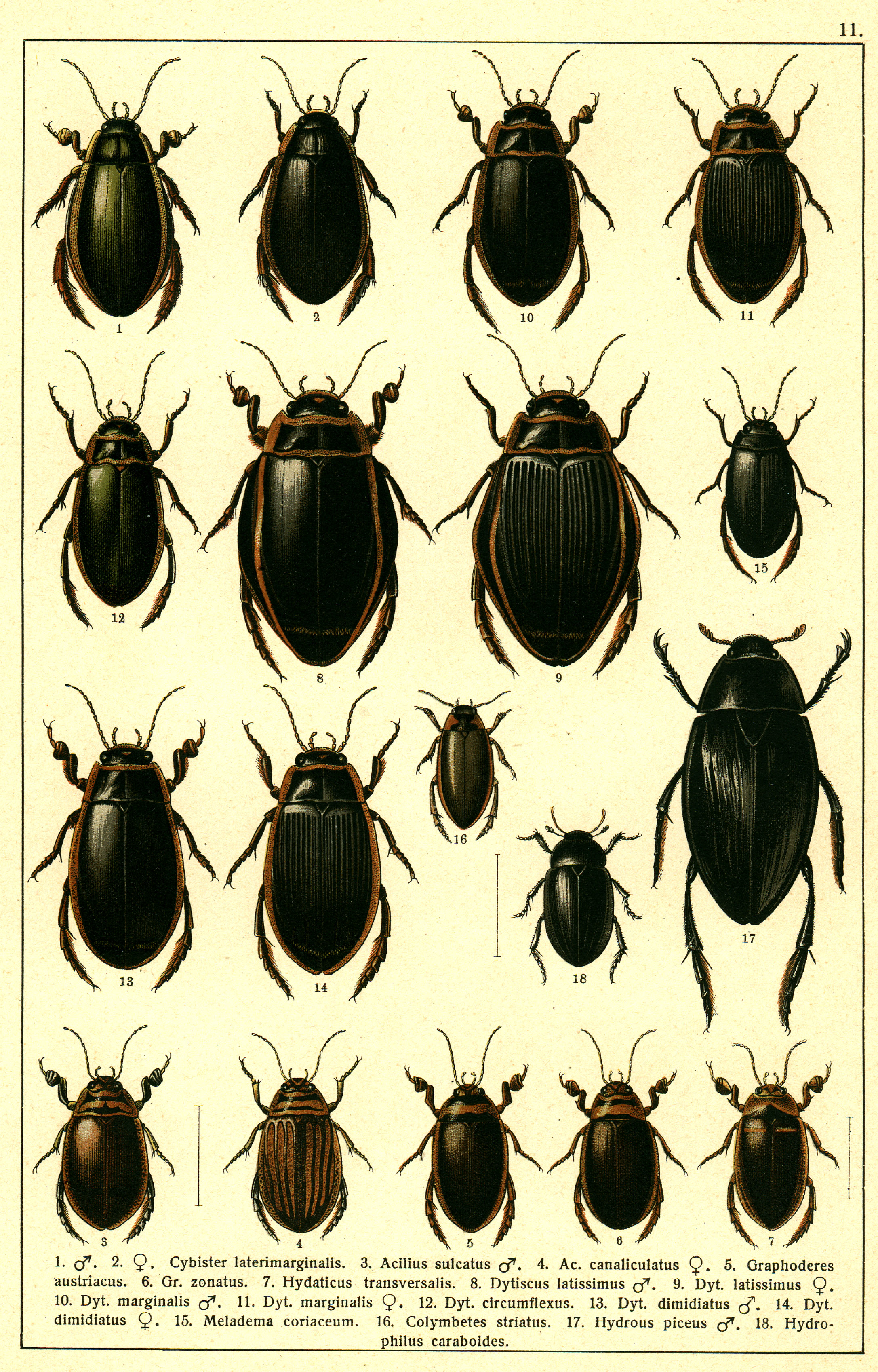